# Римський метрополітен

Схема ліній Римського метрополітену

Ри́мський метрополіте́н (італ. Metropolitana di Roma) — підземна транспортна система в Римі. Відкрився у 1955 році. Складається з 3 ліній — А, B (Бі) та C (Чі). Останнім часом тривають роботи з продовження ліній Бі та Чі. У перспективі — будівництво четвертої лінії Ді. Лінії А і B перетинають місто хрест-навхрест та мають один пересадочний вузол на станції «Терміні».
Керуюча компанія метрополітену також контролює приміські залізничні сполучення. Перша лінія — Рим — Лідо — з'єднує місто з приморською Остією і є практично частиною метрополітену, використовуючи аналогічні потяги. Лінія Рим — Пантано вважається вузькоколійною залізницею, але фактично ближче до трамваю. Лінія Рим — Норд є приміською залізницяею
Метрополітен у Римі розвинений значно слабше, ніж в інших європейських столицях. Загальна довжина шляхів становить усього 38 км. Для порівняння — в Берліні це 150 км, а в Лондоні 400 км.

## Лінія A

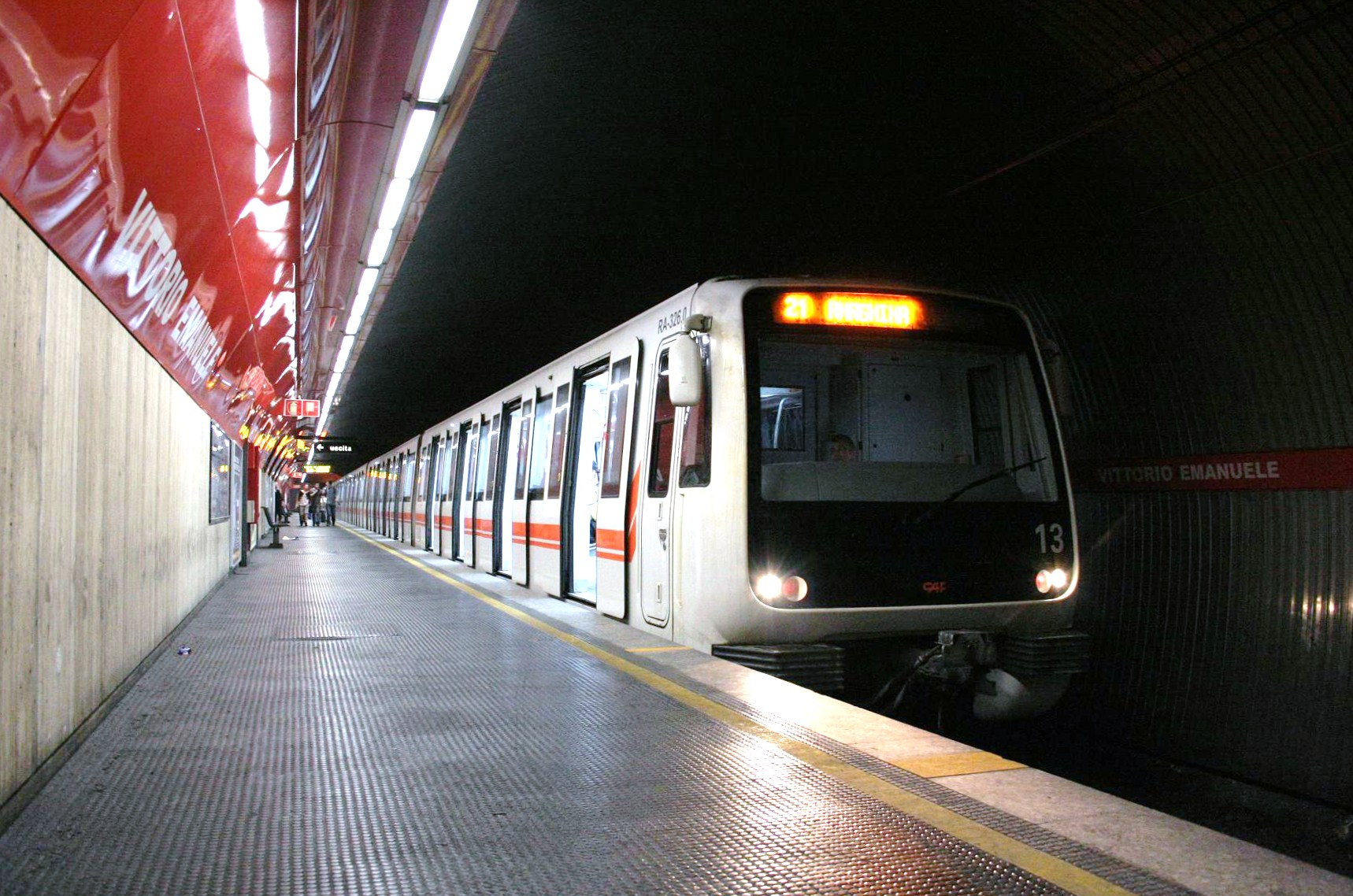
Поїзд на станції Вітторіо Емануеле лінії А

Перетинає місто з північного заходу на південний схід і включає в себе 27 станцій. Кінцеві — «Баттістіні» та «Ананьїна». Лінія позначається помаранчевим кольором.
Проектування розпочато у 1959 році, лінія планувалася перпендикулярною до вже існуючої лінії Бі. Роботи над лінією продовжилися в 1964 році в районі Тусколана, але слабка організація робіт викликала ряд затримок. Спочатку запропонований метод будівництва створив проблеми для руху наземного транспорту на південному сході міста. Робота відновилася знову через п'ять років вже з використанням тунелів, які дозволили вирішити транспортні проблеми, але викликали хвилю протестів, пов'язаних з коливаннями, викликаними роботою бурильних машин. Робота також часто переривалася в зв'язку з археологічними розкопками, особливо в районі Пьяцца делла Репуббліка.
У лад лінія вступила в лютому 1980 р. Наприкінці 90-х років вона була продовжена до станції «Баттістіні». Дати завершення будівництва ділянок:
- 19 лютого 1980: Оттавіано — Чінечітта
- 11 червня 1980: Чінечітта — Ананьїна
- 29 травня 1999: Оттавіано — Валле Ауреліа
- 1 січня 2000: Валле Ауреліа — Баттістіні

Станції
| - Баттістіні (Battistini) - Корнеліа (Cornelia) - Бальд-дельї-Убальді (Baldo degli Ubaldi) - Валле-Ауреліо (Valle Aurelia) — пересадка - Чіпро (Cipro) - Оттавіано — Сан П'єтро — Музеі-Ватікані (Ottaviano — San Pietro — Musei Vaticani) - Лепанто (Lepanto) - Фламініо (Flaminio) — пересадка - Спанья (Spagna) - Барберіні — Фонтана ді Треві (Barberini — Fontana di Trevi) - Репуббліка — Театро делла Опера (Repubblica — Teatro dell'Opera) - Терміні (Termini) — пересадка - Вітторіо Емануеле (Vittorio Emanuele) | - Манцоні — Музео делла Лібераціоне (Manzoni) - Сан-Джованні (S.Giovanni) - Ре-ді-Рома (Re di Roma) - Понте Лунго (Ponte Lungo) — пересадка - Фуріо-Камілло (Furio Camillo) - Коллі-Альбані (Colli Albani) — Parco Appia Antica - Арко-ді-Травертіно (Arco di Travertino) - Порта-Фурбі — Куадраро (Porta Furba — Quadraro) - Нуміда-Куадрато (Numidio Quadrato) - Лучо-Сісті (Lucio Sestio) - Джуліо Агрікола (Giulio Agricola) - Субаугуста (Subaugusta) - Чінечітта (Cinecittà) - Ананьїна (Anagnina) |

## Лінія B

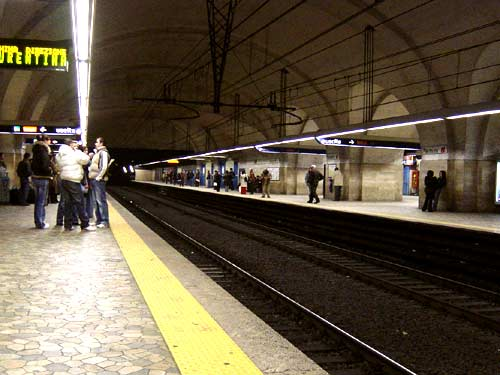
Лінія Бі, станція Терміні

Незважаючи на свою назву, лінія є першою в Римі. Вона перетинає місто з північного сходу на південний захід та має у своєму складі 22 станції. Кінцеві — «Ребіббіа» та «Лаурентіна» (розташована на схід від EUR). Вона позначається синім кольором.
Проектування лінії почалося в 30-х роках, коли фашистський уряд шукав спосіб пов'язати між собою вокзал Терміні та новий район на півдні міста, де планувалося будівництво комплексу до всесвітньої виставки, яка повинна була пройти в місті в 1942 році, але не відбулася через вступ Італії в Другу світову війну. Роботи були перервані, але частина тунелів між станціями «Терміні» та «Піраміді» була закінчена та використовувалася як бомбосховища. Роботи поновилися у 1948 році, одночасно з перебудовою колишнього виставкового комплексу в комерційний квартал. Офіційне відкриття відбулося 9 лютого 1955 року, регулярний рух поїздів почався наступного дня.
У 1990 році лінія була продовжена від «Терміні» до станції «Ребіббіа» на сході міста і була повністю модернізована. Лінія починає роботу о 05:30 ранку та закінчує о 23:30. З 18 січня 2008 року у ніч з п'ятниці на суботу лінія працює до 1:30. У день на лінії Бі відбувається 377 поїздок потягів. Інтервал руху поїздів — 4,5 хв у години пік, 6 хв в інший час і до 10 хв при мінімальному пасажиропотоці. Середньодобове перевезення пасажирів на лінії становить 300 тис. осіб. У рік лінією користуються 109,5 млн осіб.
Станції
| - Ребіббіа (Rebibbia) - Понте-Маммоло (Ponte Mammolo) - Санта-Марія-дель-Соккорсо (S.M. del Soccorso) - Пьетралата (Pietralata) - Монті-Тібуртіна (Monti Tiburtini) - Куінтіліані (Quintiliani) - Тібуртіна (Tiburtina F.S.) — пересадка - Болонья (Bologna) - Поліклініко (Policlinico) - Кастро-Преторії (Castro Pretorio) - Терміні (Termini) — пересадка | - Кавур (Cavour) - Колоссео (Colosseo) - Чирко-Массімо (Circo Massimo) - Піраміді (Piramide) — пересадка - Гарбателла (Garbatella) - Базиліка Сан-Паоло (Basilica S. Paolo) — пересадка - Марконі (Marconi) - EUR Малья (EUR Magliana) — пересадка - EUR Паласпорт (EUR Palasport) - EUR Фермі (EUR Fermi) - Лаурентіна (Laurentina) |

## Лінія Рим— Лідо

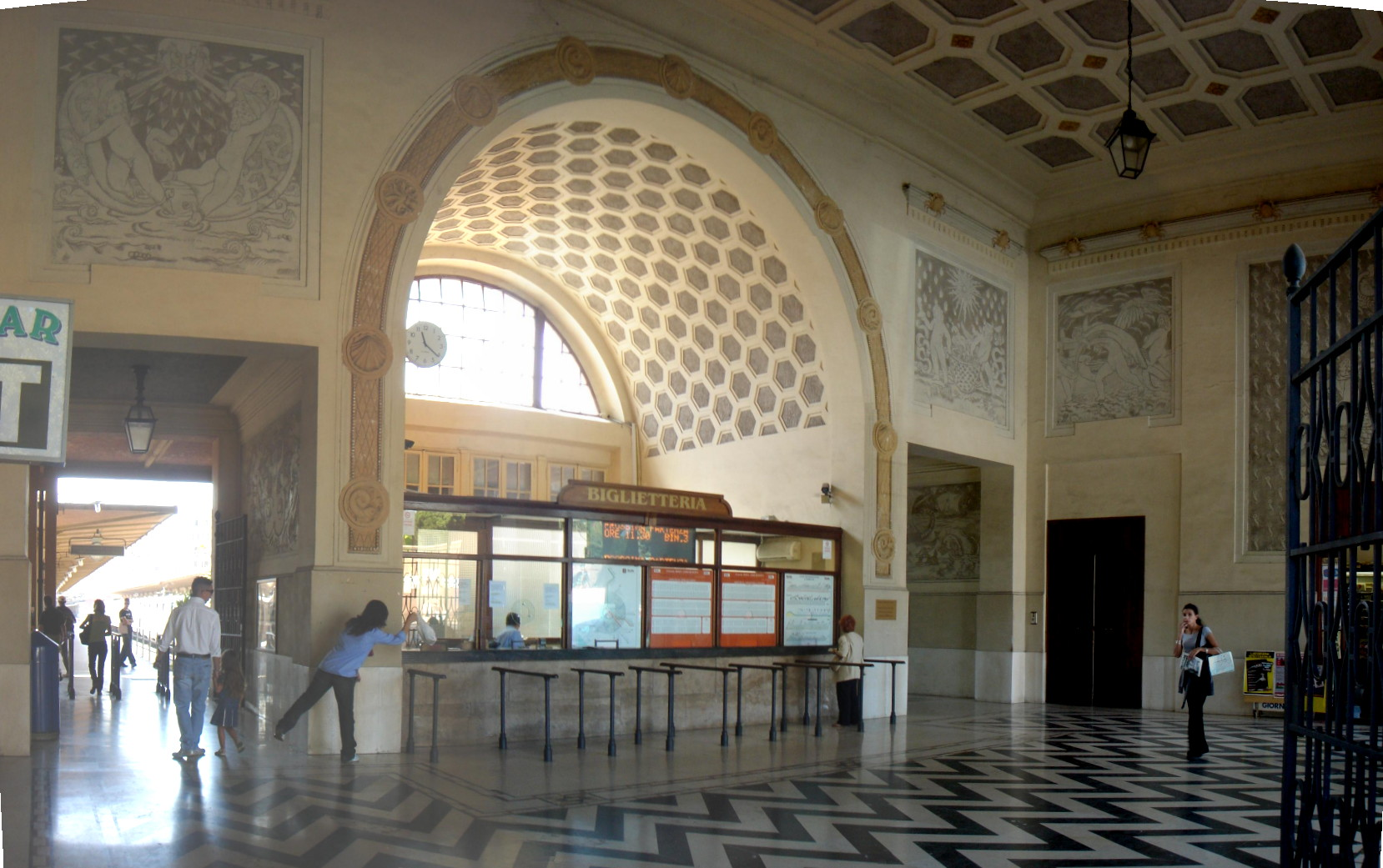
Станція лінії Рим — Лідо

Спорудження лінії почалося після Першої світової війни і було завершено 1924. Функціонувати вона почала як парова залізниця, але вже через рік була електрифікована.
Останнім часом вона є частиною метрополітену, хоча і не пов'язана з двома основними лініями. Лінія починається біля станції «Піраміді» лінії Бі і тягнеться уздовж неї до станції «EUR Малья», після чого повертає на захід до Остії.

## Лінія Чі

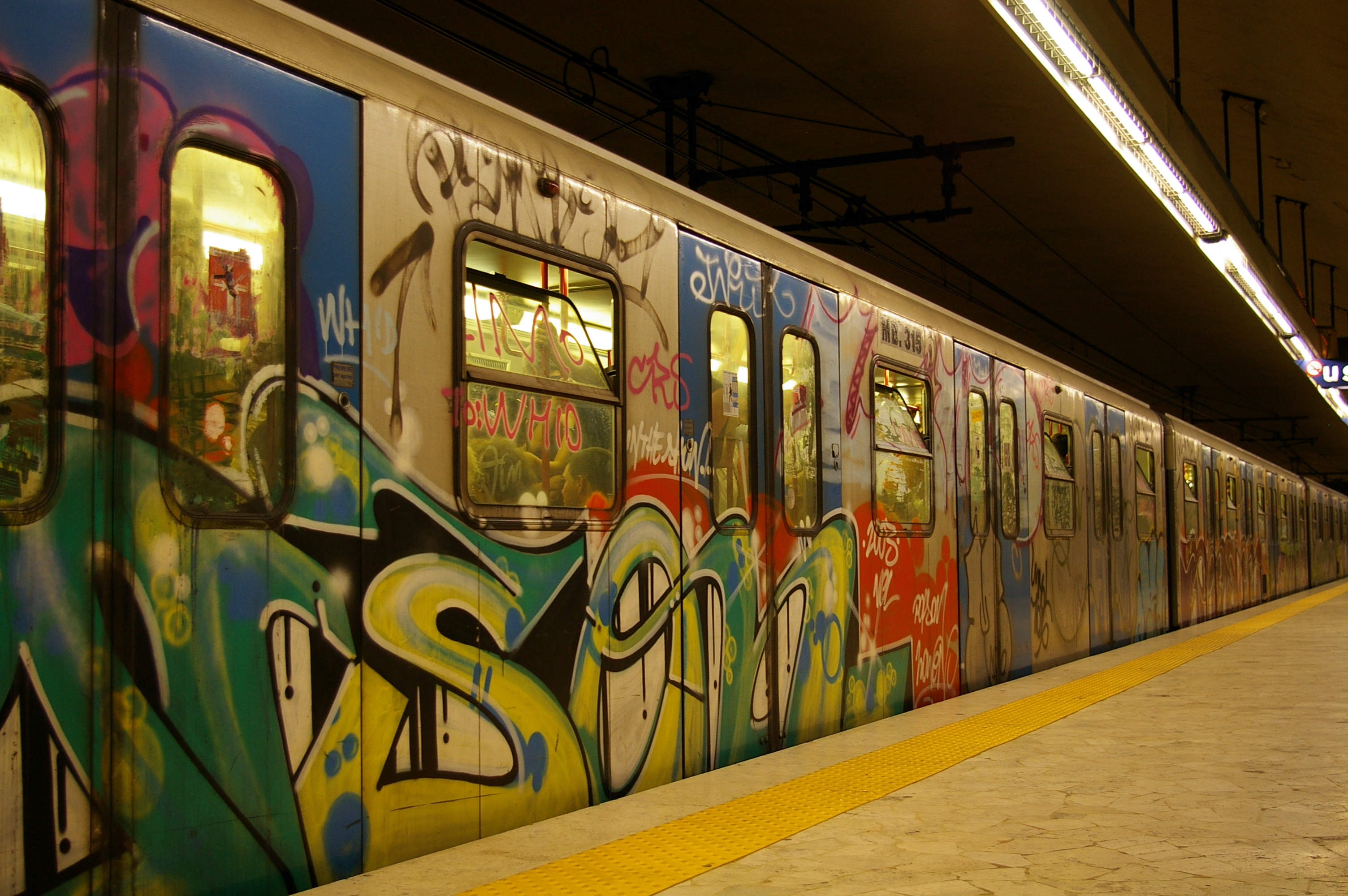
Графіті на вагонах

Перші 3 станції лінії С — Annibaliano, Libia, Conca d'Oro відкриті у 2012 році, але будівництво лінії триває. При реалізації проекту Лінія Чі зв'яже «Гроттароссо» на півночі Ватикану з Пантано. Внаслідок цього лінія Чі першою вийде за межі міста. Перетин з лінією А буде на станції «Сан Джованні», а з лінією Бі на станції «Колізей». Перетин із запланованою лінією Ді буде на станції «Пьяцца Венеція».
Перша частина лінії матиме у своєму складі 15 станцій від «Сенточелле» до «Пантано». Друга частина продовжить лінію до «Пьяцца Лоді» та міститиме ще 6 станцій. Всього на лінії заплановано 30 станцій.
При цьому дати можуть бути скориговані. Рим — одне з найстаріших міст світу і при будівництві регулярно виникають перешкоди, пов'язані з численними археологічними знахідками. Якщо прокладка тунелів можлива нижче рівня розташування більшості розкопок, то будівництво вентиляційних шахт і виходів зі станцій викликає чимало складнощів.
Розпочате наприкінці 2000-х років будівництво третьої лінії римського метро завдовжки 15 кілометрів, яка має розвантажити центр міста від наземного транспорту та пов'язати між собою головні пам'ятки столиці Італії, було фактично відразу ж призупинено: під час проведення попередніх екскаваторних робіт будівельники виявили археологічні об'єкти, що потенційно мають велику історичну і культурну цінність. Зокрема, віднайдено фрагменти стародавньої забудови. Викликані спеціально археологи продовжили розкопки і встановили, що йдеться про велику несподіванку — ще один римський амфітеатр, імовірно, збудований в часи правління імператора Адріана у ІІ столітті нашої ери. Відтак, роботи зі зведення 3-ї лінії метрополітену в Римі, відтерміновано принаймні на 2 роки.

## Оплата проїзду
Вартість проїзду в метро Риму складає € 1.50, квиток дійсний протягом 100 хвилин з моменту активації та може використовуватись на інших видах громадського транспорту. У продажу також є проїзні квитки на 24 години вартістю € 7,00, на 48 годин - € 12,50, на 72 години - € 18,00. Діти до 10 років можуть користуватися будь-яким громадським транспортом безкоштовно, за умови, що вони супроводжуються дорослим пасажиром із сплаченим квитком